# Miladin Peković
Miladin Peković (in serbo Миладин Пековић?; Belgrado, 18 giugno 1983) è un ex cestista serbo.

## Palmarès
- Campionato tedesco: 1

EWE Oldenburg: 2008-09